# Lomaantha pooga
Lomaantha pooga är en svampart som beskrevs av Subram. 1954. Lomaantha pooga ingår i släktet Lomaantha, divisionen sporsäcksvampar och riket svampar.   Inga underarter finns listade i Catalogue of Life.